# De la Générosité
Pour les articles homonymes, voir Générosité.

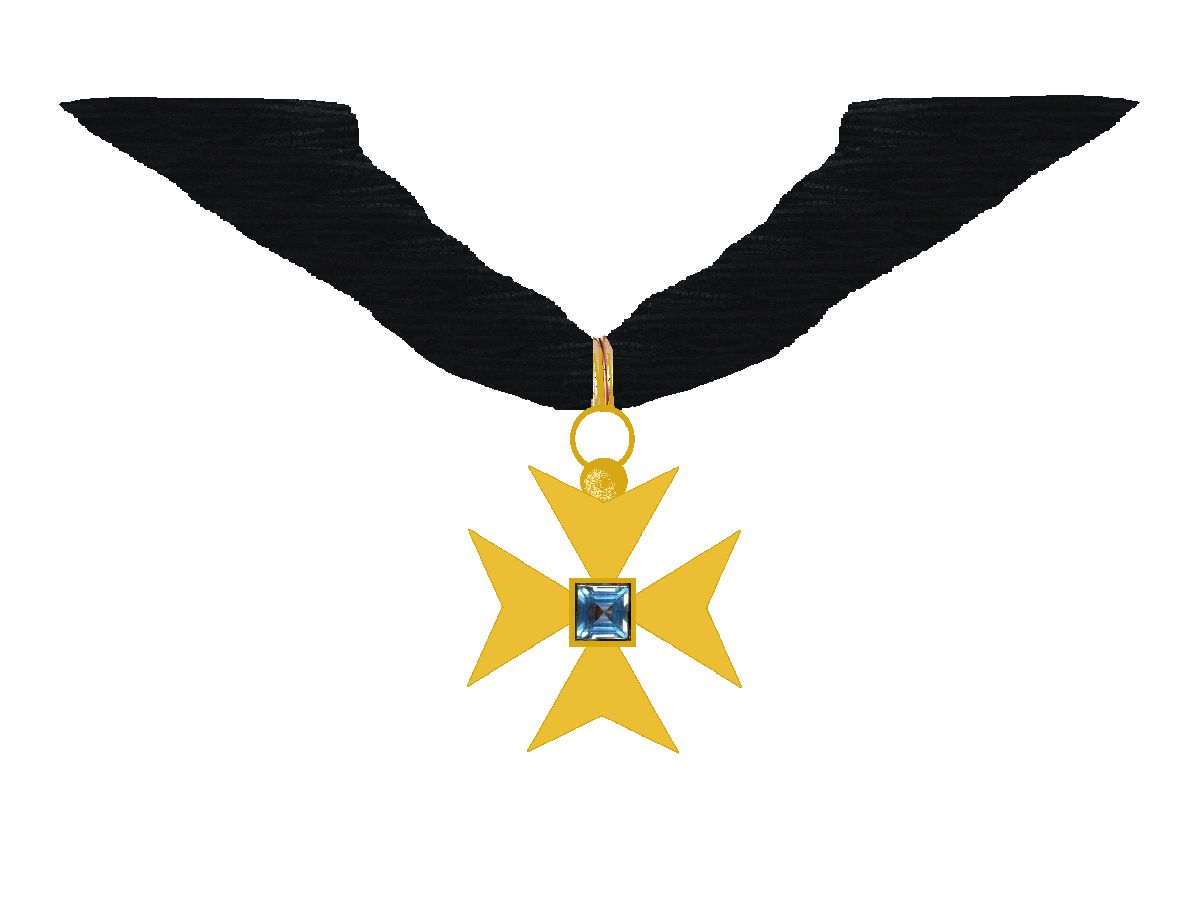
Décoration De la Générosité, 1667.

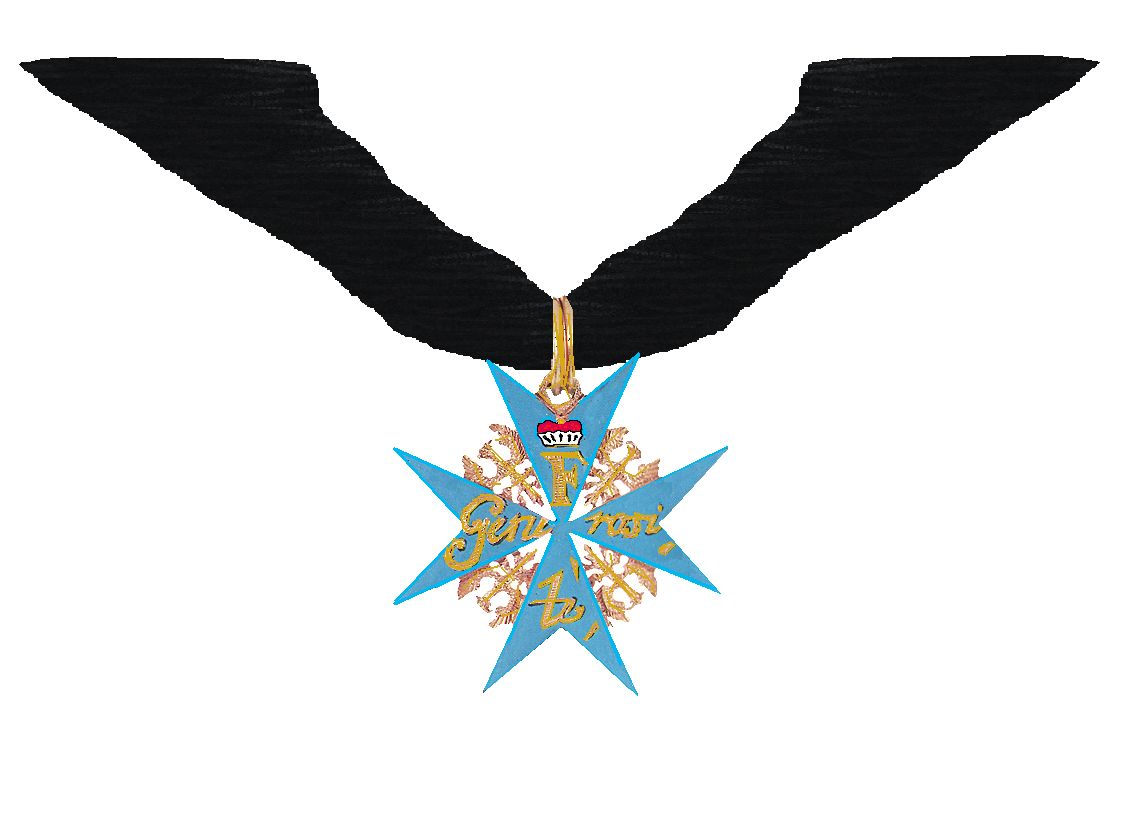
Décoration De la Générosité, 2e modèle.

L'ordre de la Générosité est un ordre honorifique décerné entre 1667 et 1740 par le royaume de Prusse. Plus haute décoration prussienne de son temps avec l'ordre de l'Aigle noir, il est considéré comme le prédécesseur de la « Pour le Mérite ».

## Histoire
L'ordre est créé en 1667 par le prince Friedrich de Brandenburg — le futur roi Frédéric Ier de Prusse, alors âgé de neuf ans seulement — comme étape préliminaire à l'obtention de l'Aigle noir. Aucun statut écrit n'accompagne cette création ; la seule condition requise pour le porteur est de vivre « dans la générosité en toute chose » (en allemand : in allen Dingen der Generosität gemäß).
Sous le « roi-soldat » Frédéric-Guillaume Ier, la décoration est attribuée comme récompense pour service rendu au  régiment des « Langen Kerls ».
Frédéric le Grand entreprend en juin 1740, soit dès son accession au trône, de créer sa propre décoration, la pour le Mérite ; celle-ci reprend le dessin et les couleurs de l'ordre de la Générosité et le remplace. L'ordre de la Générosité demeure toutefois attribué de manière sporadique aux étrangers jusqu'en 1791.

## Dessin
La médaille de l'ordre se présente sous la forme d'une petite croix en or, sertie d'une perle. Elle est par la suite chargée de la mention « générosité ».

## Récipiendaires célèbres
- Isaak du Plessis-Gouret (de) (1637-1688), commandant prussien
- Christian Dietrich von Röbel (de) (1639-1723), General der Infanterie saxon
- Johann Friedrich Bachoff von Echt (de) (1643-1726), homme politique prussien
- Julius Ernst von Tettau (de) (1644-1711), General der Infanterie prussien
- Nikolaus von Below (de) (1648-1707), Generalmajor prussien
- Adolph von Wangenheim (de) (1648-1709), Generalleutnant brandebourgeois
- Hans Ehrenreich von Schöning (de) (1648-1710), Generalmajor prussien
- David von der Marwitz (de) (1649-1707), Generalmajor prussien
- Dettlof von Schwerin (de) (1650-1707), général mecklembourgeois
- Otto von Schlabrendorf (de) (1650-1721), General der Infanterie prussien
- Georg Boguslav von Wobeser (de) (1653-1722), Generalleutnant prussien
- Charles-Émile de Brandebourg (1655-1674), prince prussien
- Otto Friedrich von der Groeben (1657–1728), Generalmajor, fondateur du fort brandebourgeois Groß Friedrichsburg sur la côte du Ghana actuel.
- Peter von Montargues (de) (1660-1733), général prussien
- Bernd von der Marwitz (de) (1661-1726), Generalmajor prussien
- Christoph Hochreutiner (de) (1662-1742), homme politique
- Carl Ewald von Rönne (de) (1663–1716), General der Kavallerie russe[2]
- Friedrich von Derfflinger (de) (1663-1724), Generalleutnant prussien
- Ludwig Otto von Plotho (de) (1663-1731), ministre prussien
- François de Langes de Lubières (1664-1720), gouverneur prussien
- Adam Philipp von Krassow (de) (1664-1736), général mecklembourgeois
- Paul de Froment (1664-1737), gouverneur prussien
- Caspar Otto von Glasenapp (1664-1747), maréchal prussien
- Johannes du Buisson (de) (1666-1726), Generalmajor prussien
- Johann Kaspar von Cosel (de) (1666-1738), Generalleutnant prussien
- Christian von Herold (de) (1669-1744), homme politique prusien
- Daniel von Tettau (de) (1670-1709), Generalmajor prussien
- Sigmund von Erlach (de) (1671-1722), maréchal prussien
- Georg Rudolph von Glaubitz (de) (1673-1740), Generalleutnant prussien
- Ludwig Alexander Rölemann von Quadt (de) (1675–1745), ministre d'État prussien
- Georg Wilhelm de Hennin (ru) (1676–1750), commerçant, organisateur de l'industrie du fer en Sibérie du temps de Pierre le Grand, fondateur de la ville d'Iekaterinbourg
- Henning Alexander von Kleist (de) (1677–1749), General-Feldmarschall[3]
- Georg Volrath von Kröcher (de) (1678-1748), Generalleutnant prussien
- Carl Heinrich Wrangel (de) (1681–1755), Feldmarschall suédois[4]
- Johann Wilhelm von Vietinghoff (de) (1682-1738), Generalmajor prussien
- Philippe de Brueys (de) (1682-1742), colonel prussien, gouverneur de Neuchâtel[5].
- Hans Bogislav von Schwerin (de) (1683-1747), diplomate prussien
- George Bogislaus Staël von Holstein (de) (1685–1763), Feldmarschall[4]
- Jean de Chambrier (de) (1686-1751), diplomate prussien
- Nicolas Faustyn Radziwiłł (1688-1746), homme politique polonais
- Franz Ulrich von Kleist (de) (1688-1757), Generalleutnant prussien
- Ernst August de la Chevallerie von la Motte (1688-1758), Generalleutnant prussien
- Balthasar von Campenhausen (de) (1689–1758), lieutenant-général russe, gouverneur général de Finlande
- Adam Friedrich von Jeetze (de) (1689-1762), Generalleutnant prussien
- Christian-Auguste, prince d'Anhalt-Zerbst (1690–1747), Generalfeldmarschall et père de Catherine II de Russied'Iekaterinbourg[6]
- Heinrich Adolf von Kurssel (de) (1693-1758), Generalmajor prussien
- Kaspar Friedrich von Knobelsdorff (de) (1694–1748), Oberst und Regimentskommandeur
- Richard Wall (1694-1777), ministre espagnol
- Johann Ernst von Wallenrodt (de) (1695-1766), ministre prussien de la Guerre
- Johann Friedrich von Merkatz (de) (1698-1763), colonel prussien
- Heinrich August de La Motte-Fouqué (1698-1774), général prussien
- Hermann von Wartensleben (1700-1764), Oberst prussien
- Johann Ludwig von Ingersleben (1703-1757), Generalmajor prussien
- Johann Ernst von Schmettow (de) (1703-1774), Generalmajor prussien
- Leopold Alexander von Wartensleben (1710–1775), Generalleutnant
- Wilhelm Friedrich von Gleichen-Rußwurm (de) (1717-1783), naturaliste
- Christoph Gottfried von Niesemeuschel (de) (mort en 1758), Generalmajor saxon